# Vertigini (Tedua)
Vertigini è un singolo del rapper italiano Tedua, pubblicato il 21 settembre 2018 come quinto e ultimo estratto dal secondo album in studio Mowgli.

## Video musicale
Le riprese del videoclip si sono svolte in Cambogia. Ciò fa da chiaro riferimento al testo della canzone, in cui Tedua esprime il suo bisogno di ricordare il mondo da cui proviene: la strada. Il video è stato diretto da Federico Merlo, già regista dei precedenti singoli La legge del più forte, Burnout e Fashion Week RMX.

## Tracce
1. Vertigini – 3:23 (testo: Mario Molinari – musica: Christian Mazzocchi)

## Formazione
Musicisti
- Tedua – voce

Produzione
- Chris Nolan – produzione
- Marco Zangirolami – mastering, missaggio

## Classifiche
| Classifica (2018) | Posizione massima |
| ----------------- | ----------------- |
| Italia            | 10                |